# ダークウィスパー
『ダークウィスパー』 （DARK WHISPER、闇のささやき）は、山下いくとによる漫画。
初出は、玩具メーカーバンダイ刊行の「サイバーコミックス」だったが、諸般の事情により廃刊となったため、途中から数年の期間を経て、メディアワークス社の月刊コミック電撃大王に隔月（偶数月）連載されていた。単行本初版(バンダイ版)は、1990年7月30日発行。2012年6月27日発行の月刊コミック電撃大王8月号にて「連載がひとまず終了」 という形となった。

## 概要
近未来、第3次世界大戦勃発と同時にアメリカ合衆国が消失した8年後の世界、物語はプエルトリコから始まる。宝探し同様に、海底の沈没船から得体の知れないカプセルを盗み出したエノラは、突如、中から現れた黒髪の少女コヨミと出会う。偶然の覚醒だったが、祖国が消えてしまった事実を認めると、コヨミは自分が「合衆国CIAの特殊工作員仕様の加工体…幼生固定体（ゾエアロックス～Zoea Locks）」である事を明かす。
国民の多くを伴い消えたアメリカ合衆国を巡り、再構築された各国の意図は大国消失後の新たな経済圏の発達と共に、合衆国消失の謎に密かな争いを加速させる。
世界はすでに、大規模な海面上昇に見舞われた時代であり、北極海、ニュージーランド等、海を舞台に展開される海洋冒険SF。

## 時代背景
アメリカ合衆国消失時、第三次世界大戦が勃発したとされている。どの程度の時間の経過があったか自体も謎だが、合衆国の国家機能の消失が先んじ、シベリア経済圏を中核とする北方アジア連合がアメリカ西海岸に、同時に、NATO(北大西洋条約機構)軍がアメリカ東海岸から上陸し、戦端が開かれている。また、ほぼ同時期にヨーロッパのドイツでも、ヨーロッパ大陸内(ウラル山脈以西を指す)で孤立した東ドイツ軍とNATO軍の戦闘が行われており、どちらの陣営か不明であるが、戦略核弾頭の使用がニドの回想部分に描かれている。
史実とは異なるが、ソ連が一部存続していた世界で、現ロシア西部は大戦前にヨーロッパ連邦に組み込まれており、また、第三次大戦後にドイツが統一されているように、東西冷戦が別の形で終息した背景が設定されている。
これは連載開始が1980年代終盤だった事に由来すると考えられる。
作中の世界では、オーストラリアを中心とした「太平洋通商圏」と、「ヨーロッパ連邦（ユーロユニオン）」を現代の東西関係とエノラが揶揄しているが、これに、世界へ水素エネルギーを供給するアフリカ・中東圏の「エナジーアフリカ」の三つの経済圏グループが存在している。また、未だアメリカ西海岸はシベリア経済連邦圏(作中では、広義にソ連軍と称されている)が占領中の様だが、これが共産圏国家連合を指すと解釈するのは想像の範疇を出ない。
戦後8年の間に、第二次産業革命があり、日本も海上移動都市国家「ギガンティック・トウキョウ」とに分裂した様だ。作中では、「技術革新で向かうとこ敵無しの日本が、自分で作った競争相手」として紹介されている。
作中には、明確な年代設定は存在しないが、海面上昇に伴う海岸線の後退や、アメリカ合衆国の衛星軌道定期輸送網の実用化（合衆国の消失と同時に、機能しなくなった）が描かれている事から、21世紀半ば以降と考えるのが妥当なのかもしれない。

## 登場人物
コヨミ
名前の通り日本人を思わせる容姿の少女に見えるが、元CIAの特殊工作員。小学校高(低?)学年程度の年齢にしか見えないのだが、幼生固定(技術的に、幼い状態を維持)された特殊工作員であり、本人曰く「姿相応の齢ではないよ」と、クールな口調の年齢不詳の主人公。
外観通りに日系かどうかは不明。エノラの評では、「コヨミ」という名も「その場で考えた」と語られている。AFA2には「アリス1」と呼称されている。
「合衆国の目であり、耳だ」と自分を称する様に、本来、スパイとして一線で活動する役目を持つ予定だったと考えられる。その理由も不明だが、本人も知らないまま、プエルトリコ沖の海底に自沈されていた米軍艦艇に眠らされていた。さらに眠らされていたそれらは複数体であり、4体中のコヨミ以外はコールドスリープ状態のまま、戦後数年間の間に電力上の問題で廃棄されている点も、ただの偶然やもしれないが彼女の謎の一つでもある。
後日、エノラに「大将」とあだ名される程の能力を発揮するが、自分自身でも身元は不明らしい。下着以外は、男の子の服装ばかりを好み、せっかく人から貰ってもスカートなどは穿かないが、ポニーテールだけは気に入っている様だ。しかし、有事の際は、いつでも切れるように刃物を持ち歩いている。
筋力は姿通りに子供並み。しかし、それを補うかのごとく体術には長けている。わきばらに肺から抜けるエラがあって水中での呼吸が可能となっており、また、その他にも人間には備わっていない機能と呼ぶべき特徴が随所にあるようだ。後頭部にコンピュータ接続用ソケットが埋め込まれているので、肉体改造されているのは確かだが、人類以外（遺伝子改造等）なのかは現在の所不明。知能・知覚力を向上され、成長しないよう身体を操作されていた様だが、劇中では「今の暮らしに固執して、成長を止めてたわけじゃないが…」との件もあり、自ら操作が可能であるかのような様子が示唆されている。
オーリオール等から「ニンバス (NIMBUS)」と目されている。
エノラ
フルネーム・国籍は紹介されていない。30歳前後の白人、もしくは混血男性と思われる。プエルトリコでコヨミと関わったが為に、豪州外務省合衆国資産管理局 (AFA2)にマークされながらも彼女と生活を共にするようになり、ニュージーランドにて民間海難救助会社「うさぎちゃんカンパニー」を運営する。
コヨミの良き理解者であり、良き友人と言える。成り行きとは言え、ローティーンにしか見えないコヨミの生活場所を確保するには成年者としての彼の立場も必要だったのかもしれない。ノサカに「4年前まで止まっていた遺産の目覚ましを鳴らした」人物と称される意味では、彼には「立会人」としての宿命があるのかもしれない。水上機の操縦や、海難救助を生業とする技量を持つ。
ネレディ=メスティス（ニド）
本作品の、もう一人のヒロインのハズである。作中では、ニドと呼ばれることが多い。独フランクフルト出身で、フロリダ海洋技術大学のブロンド巨乳大学生。名前が「英語読みだった～云々」との作者の筆記があり、「ドイツ娘はジャガ芋だけでも200種類以上料理ができなきゃ…云々」と作中にあるので、米・英人ではなくドイツ人である。ただし料理の腕はそれほどでもなく、おいしい事はおいしいのだが、何を料理しても皆同じ味になってしまう。
前大戦で両親を戦火で失なっているが、この時期にドイツの総合企業ツヴェルブ (12) のジョセフ=ルースマと知りあい、彼の保護下で大学へ進学している。国際海洋資源調査隊 (WSA) の調査船アルビオンIIIで、ジェフと共にレポートを書くために北極に出かけ、謎の潜水艦とオーリオールに出会う。オーリオールを救えなかったと悔やむニドだったが、一見、関連性の無い出会いが、物語を核心へと向かわせる。若さの衝動からか、ある事情からニュージーランドに密入国し、コヨミとエノラに関わってゆく事になる。
ジェファーソン=マクデビット（ジェフ）
作中では一部から「ティファ」とも呼ばれている。ニドとフロリダ海洋技術大学での実習中の事故で出会うブロンドの美形。彼女に「キレイな髪の人でよかった」と言わしめる。ニドの元彼氏。「ライラ」と呼ばれる米国人組織の一員らしいが、詳細は不明。階級は中尉。米国軍人である。大学に在学していた事も、別の理由があった様だ。AFA2のアルバーニとは、互いの素性をある程度把握しながら利用しあう微笑ましい間柄。当初、オーリオールの確保を目的としていた様だ。ニュージーランドで活動した後、再度フロリダに姿を現し…。
オーリオール
コヨミと同等の規格 (?) を持つブロンド碧眼の幼生固定体。「メッセンジャー」「アリス2」とも呼ばれる様に、その名が一般的な意味での人名を指しているのかも不明の少女。コヨミと同様に、容姿年齢は幼く見えるが実年齢は不詳。作中でアメリカを「わが国は～」と呼ぶところから、コヨミと同様に米国籍ではある。北極の冷たい海中に転落しても急死することのない身体と、サバイバル能力を持っている。
北極でアルビオンIIIが怪潜に襲われた際、ニドになにかしらの暗示を与える。シャチのジブジブには、｢ニド、北極から帰ってきたよ。人間の女の子と一緒に。－(中略)－彼女は元気。彼女が人間なのか、イルカなのかは良くわからない。よくふざけるからイルカかも…。でも、もしかしたらラッコかもしれない｣と評価されている。
「合衆国は価値を見出した…」多くの組織が、彼女を追う理由がある少女。
アルバーニ
オーストラリア外務省・合衆国資産管理局 (AFA2)の局員。半ば情報局に近いのかもしれない。在豪資産等を放置したまま消失したアメリカ合衆国の後始末の為に発足した部署と想像されるが、彼女自身は合衆国消失の謎と、その意味を内偵しているところから、オーストラリア政府の思惑も別にあるのかもしれない。アルビオンIIIが怪潜に襲撃された際、北極観光財団の観光船に乗船しておりオーリオールと一時的に接触している。ジェフとは互いに利用し合う関係のようで、「こっちの市場に入れば上等なネタになる～」等、双方、肩書きは違うものを用いているような要素がうかがえる。
ジョセフ=ルースマ
ヨーロッパ連邦・ドイツの総合企業ツヴェルブ (12)の前会長であり、ニドの保証人。三度、大戦の舞台となったドイツで、戦火の最中、フランクフルトから父母を救う為に、祖母の住むヒューンヘルトに向かう6歳のニドと出会う。すでに核兵器が使用されており、彼はニドを先に進ませる訳にもいかず、共にフランクフルトに向かった。彼自身この戦争で家族を失ったらしく、戦災孤児となったニドに、遠慮されてはいたが養父の申し出をしていた事からも、彼女に対する思い入れは深い。ニドのピンチには、尽力するロマンスグレイ。
にゃん吉（ロボット）
元々は本物の猫程度のサイズの、子供用の猫型二足歩行AIロボット玩具。壊れて捨てられていた物をエノラが拾ってきて、コヨミが修理した。その際部品の都合で元とは外形が変わっている。その後ボディを破壊され、現在は別型のボディにメモリを移している。それなりの知能と自意識を持つ、本作品のギャグメーカー。なお、山下いくとが総指揮を務める『エヴァンゲリオンANIMA』では綾波達チルドレン専用のテレメーターロボットとして客員登場している。
十兵衛
元々は、とある情報屋に飼われていた猫で、彼に連れられてプエルトリコからワシントンD.C.に移動しており、コヨミとオーリオールの両方に面識がある。途中シンシアに連れられたりして、現在は以前より3キロほど太った状態でコヨミ達の所にいる。遺伝子改造により、猫アレルギーの人でも平気な低反発猫（低刺激型改造種）である。
グロウリア
コヨミ、オーリオールの同一規格と想像される少女。黒人、あるいは黒人との混血の子供の容姿を持つ。心音でタンゴ等を刻める事から、通常の少女では無い事は明らかである。ギガンテック・トウキョウに身を寄せていると見るべきか、利用していると見るべきか謎が多い。むしろ、自らの意思で、シルバースタインの元に身を寄せている様子がうかがえる。
ジブジブ
フロリダ海洋技術大学で、海洋牧場の海獣カウボーイとして飼育されているシャチ。2,000語の単語を使いこなす。アシスタントとして、ニドとジェフと共に北極に赴き、偶然、オーリオールを乗せて帰る事になる。ニドの事がお気に入りらしい。
ノサカ
海上移動都市国家、ギガンテック・トウキョウ。通商産業省・北米プランニングの中心メンバー。禿頭の美形だが、なかなかの自信家。通産省の組織であるが、ニュージーランド国内でアルバーニを牽制するなど、かなり攻勢な面を持ち、彼の指揮能力の高さもうかがえる。GT内の勢力図にも影響を持つ人物の様である。ニドがうさぎちゃんカンパニーに籍を置く遠因を作った。
シルバースタイン
正体不明の中年白人男性。オーリオール曰く、「ノサカの向こう側にいる」人物とされている。そう言われるとおり、ギンガンテック・トウキョウの一部と密接な立場にいる。グロウリアを側に置いているが、極めて紳士的、且つ、彼女の意思を尊重するかのような姿勢を見せる。
船長
名前は紹介されていない。国連海洋調査団所属・WSA（国際海洋資源調査隊）の英国籍砕氷調査船「アルビオンIII」の船長。海洋生物系態レポートのために乗船したニドとジェフを乗せたまま、ある目的のために北極海に居合わせた謎の潜水艦に、武器のないアルビオンIIIで挑む。魚雷や対艦ミサイルによる攻撃を受けながらも、民間船の船長とは思えない技量を発揮する。
いおり
フロリダ海洋技術大学の学生。ニドの友人であり、ニドとジェフの交際を半ば強制的にまとめた張本人。日本人、もしくは日系人と思われる。時折、男言葉を使い、さばさばとした性格を心象づけるが、反面、ニドの無制限的な元気さに、その幼少期のトラウマを感じ取るような機知をのぞかせる。
シンシア
F-Clef（ヘ音記号）というペンネームの女性童話作家。登場時、カナダで作家活動をしていたが、何らかの目的によりアメリカに入国した。オーリオールをひと目見て何者かを理解し、プエルトリコ沖に沈められていたコヨミの存在を知っていた人物。ワシントンD.C.で、オーリオールと接触するが逃げられた。登場時「カメさんが追いついてきたから、ウサギも昼寝をやめるのよ」と編集者に話した。謎の多い人物。
ハーウェル
ルースマ家のお手伝いの年配女性。ニドの事は「赤い自転車の娘さん」として記憶している。ややもすれば老獪でシニカルっ気のあるコヨミが、子供っぽい反応を示して思わず甘えたくなる人物。

## うさぎちゃんカンパニー「USAGICHAN COMPANY」
第2巻から登場する。コヨミとエノラのニュージーランド北島、特に新産業区を管轄とする民間海難救助会社。マゴロク=ヤシマの「八島サルベージ」とグレッグ=カニンガムの「ベアーハンズ」の3社で、ディープレスキュー・サルベージ等のチームを組んでいる。大型双胴飛行艇カリョーピン・アオ（迦陵頻・碧）、他、潜水作業艇等を有す。これらの機械は、コヨミの設計との事である。
社名の由来は作中に無いが、メディアワークス社の新装版単行本1巻の幕間の記載によると、「もともとコヨミはウサギでした。－中略－小中学生の頃、ノートに書いていた誰に見せるでもないマンガのキャラに月面ウサギの彼はいました」とあるので、これに由来すると考えられる。

## 社会背景

### 各国情報機関

#### CIA
CIA (アメリカ中央情報局)。史実でも対共産圏等を中心に、諜報活動・破壊作戦など、暗躍もしたと考えられる実在する組織。コヨミが、かつて籍を置いていた。作品世界では、すでに表向きは存在していない。

#### AFA2
オーストラリア外務省合衆国資産管理局。本来は在オーストラリア資産もそのままに、消失してしまった合衆国の国内資産を管理するために発足した組織と推測される。しかし、その実コヨミ達を監視するなど、合衆国消失の原因と謎を追求している。アルバーニが北極まで出向いていたり、通常の外務省組織とは明らかに異なる面が垣間見えるが、軍属との係わり等は描かれていない。ニュージーランドに「うさぎちゃんカンパニー」を設立したコヨミに対し、監視活動をおこなっている

#### 北米プランニング
ギガンテック・トウキョウ (GT)通商産業省の組織。ノサカが籍を置く。日本から分離独立し、国家としての認知を得た機械島の組織であるが、かつての同盟国である合衆国の消失の理由を追い求めている。GT内部の勢力争いにも加担していたようで、巡視軍情報局とも関わりもあり、対外的な活動も行う諜報機関としての側面もある様だが、「外務省じゃなくて、通商産業省内の機関てトコが日系らしくて笑えるよナ」とコヨミに揶揄されている。

#### 合衆国消失調査団
ユーロユニオンのUNFCD（国連戦災処理軍）の組織。左記の通り国連の組織だが、作中では「ユーロユニオン」の組織と紹介されている。アメリカが消失し、軍事的に国連の実権を有するのがヨーロッパ連邦となった為と推測されるが、詳細は定かではない。

#### SIS
イギリス情報局秘密情報部。ユーロユニオンに属する英国が、20世紀初頭に設立した実在する国外諜報機関。本来、誤りではあるが、MI6の通称で知名度が高い。アルバーニと接触し、コヨミに関心を示す。

### 国家・経済圏

#### アメリカ合衆国
仔細は多くを語るまでも無い国家だが、作中では第3次世界大戦勃発時に消失している。とは言っても核兵器等で絶滅した等では無く、北方アジア連合が合衆国西岸から、NATO軍が同東岸から上陸し北米中央で衝突した時には、上流階級のアメリカ人は行方不明になり施設は破壊されていて、両軍戦争どころでは無く、救世軍に転職するハメになったと語られている程度で、詳細は判別がつかない。
この謎の消失が、今作の重要なファクターともなっている。合衆国は、国家としては機能していないが、納税ランク制度(思想・人種も含む)で言う処のFランク以下とされる総人口の五分の二の人々は残されたままだった。しかし、ハワイ州は観光地としての姿をとどめており、真珠湾等に駐留していた太平洋艦隊も辛うじて残留アメリカ海軍の体を保っていたが、後日、国連軍に吸収される事となる。
第三次世界大戦直前には、衛星軌道上への定期輸送網をも確立させており、戦後「アメリカ人は宇宙に去った」といったデマが流行ったようだが、真相は闇の中である。
オーリオールはモニターの中で語る…「それを―覚ませば別の道だが、選択するものは自力でここへ辿りつかねばならない。我々の携えてきたDARK WHISPERの意味もその類のもの…物質があつまり、ある条件を満たせば生物という形態に移行するが、何か欠ければ生まれないし、どんな場所でも要素が揃えば生まれようとする。この両者にほとんど差は無い。価値は居合わせた者の基準に任される。合衆国は価値を見出した…」。

#### ヨーロッパ連邦（ユーロユニオン）
欧州連合 (EU) から進展したヨーロッパ大陸の統一国家と考えられる。確認できる分でもドイツ・フランス・イギリス・ロシア(西部ロシア・分裂している可能性がある)を含む。EU加盟国のほとんどを包括した連邦制と見込まれる。この世界における最大の統一国家。経済グループとしても強大で、太平洋通商圏と双璧を成している。

#### オーストラリア
元来、英連邦とは密接な関係を維持していたはずであるが、「架空大陸戦争（南極から流れ出した巨大氷床上での、チリ・南アフリカ連合軍と、英国の紛争）」時に、チリを始め、オーストラリア・ニュージーランドが南極大陸に資源試掘団を送り込んだ事から、南北半球間の関係が気まずくなったようである。経済圏としても太平洋通商圏の中核を成しているために、ユーロユニオングループに属する旧本家である英国との関係も希薄化している様子がうかがえる。

#### ニュージーランド
英連邦・ユーロユニオンに対する事情は、オーストラリアとほぼ同様のようである。隣国であるオーストラリアとは、AFA2の国内展開を許容できる程度は密接な関係の様だが、ギガンテック・トウキョウ (GT)とも薄からぬ関係の様である。うさぎちゃんカンパニーは、同国の北島周辺海域を営業区域としている。

#### ギガンテック・トウキョウ (GT)
商業都市部と戦闘都市部からなる、最大全長24.7Kmの海上浮遊都市国家。日系ではあるが、現在は独立国であり、元来は、企業集合体だった様である。アメリカ合衆国消失時完成間近だったようで、その設立には合衆国の関与もあったようだ。相手は明かされていないが、戦時中に日本共々、完成間近に核被爆した経緯がある。基部は海面下200mにおよび、人工島全体を巨大なヒートポンプと成す事で、衛星からの電力供給と合わせ維持されている。その巨大さから、同一場所に2ヶ月停泊すると、周辺の気候に影響を与えると言われ、太平洋を回遊している。特殊な国家の性格上から、強大な陸戦力を保持できるとは思えないが、海軍力を中心とする「巡視軍」を持ち、国防意識は高いと考えられる。国是となるのか、「国民総人質外交構想」なる外交指針を持つ。核弾頭搭載の巡航ミサイル1発で、消滅する国土でなければ裏付けできない構想である。

### その他組織

#### 国連戦災処理軍 (UNFCD)
第三次世界大戦後に発足した常設国連軍と思われる。第1話に原子力水上艦（巡洋艦クラスと思われる）「ケトリヌス」等が登場している。作中に「なにがUNFCDだ。実際NATO軍じゃないか」や、「旧同盟国＝（我々）」等の表現があるので、実質ヨーロッパ各国の軍事力が中心になっていると思われ、国連加盟国全てが関わっているのかは定かではない。また、参加国各国の国軍が軍備ごと派遣の上所属しているのか、人員・組織のみかは仔細の明示が無いが、統一された制服がある面から、現在の国連軍よりも堅固な組織力を有すると思われる。
作中では、国連本部が現在どこの国に所在するかは不明。

## コミック

### バンダイ発行
- ダーク ウィスパー1 (初版:1990年7月30日) ISBN 4-89189-097-5 （絶版）
- ダーク ウィスパー2 (初版:1992年3月30日) ISBN 4-89189-176-9 （絶版）

### メディアワークス発行
- ダーク ウィスパー1 (初版:2000年3月25日) ISBN 4-8402-1499-9

バンダイ版との相違 - 表紙、作品解説追加（本編中:2P+4P、巻末:4P）、及び白黒→カラー差替(4P)、冒頭話終盤における、シャトル分離時直前の、米軍少佐の「8年前の亡霊は、あの幽霊船とともに行くとしよう」等のセリフの有無。読みきり（その日のあき子さん）2P追加。
- ダーク ウィスパー2 (初版:2002年6月15日) ISBN 4-8402-2122-7

バンダイ版との相違 - 表紙、本編12P増量。ニュージーランドでのニドとジェフとの再会時のシーンの印象的な部分が大きく変えられている。
- ダーク ウィスパー3 (初版:2004年1月25日) ISBN 4-8402-2563-X

月刊コミック電撃大王連載分の1～11話を収録。